# اهتلی، المالی
اهتلی، المالی (به لاتین: Ahatlı, Elmalı) یک روستا از توابع شهرستان المالی استان آنتالیا در ترکیه واقع شده‌است.